# Analiza słowotwórcza wyrazu
Analiza słowotwórcza wyrazu – jedno z zagadnień słowotwórstwa (dziedziny językoznawstwa).
Prawidłowo przeprowadzona analiza słowotwórcza powinna obejmować podanie następujących elementów:
- badana formacja słowotwórcza,
- parafraza słowotwórcza (taka definicja słowotwórcza, w której znajdzie się wyraz motywujący i definiowany wyraz motywowany i która odda znaczenie wyrazu motywowanego),
- podstawa słowotwórcza,
- tematy słowotwórcze badanej formacji i podstawy słowotwórczej,
- użyte formanty i zachodzące oboczności,
- rodzaj derywacji,
- typ derywatu,
- zjawiska towarzyszące.

## Przykłady analizy słowotwórczej w języku polskim
| Formacja słowotwórcza | Parafraza słowotwórcza             | Podstawa słowotwórcza | Tematy słowotwórcze | Formanty, alternacje                   | Derywacja                      | Derywat                           | Zjawiska towarzyszące |
| --------------------- | ---------------------------------- | --------------------- | ------------------- | -------------------------------------- | ------------------------------ | --------------------------------- | --------------------- |
| brąz                  | ‘związane z brązowym’              | brązowy               | brąz-               | Ø (zero morfologiczne, formant zerowy) | paradygmatyczna                | transpozycyjny                    | dezintegracja ow      |
| dywano- czyszczenie   | ‘czyszczenie dywanów’              | czyszczenie dywan     | czyszczenie dywan   | interfiks -o-                          | interfiksalna                  | złożenie                          | brak                  |
| dziewczę              | ‘związane z dziewczyną’            | dziewczyna            | dziewcz-            | -ę                                     | paradygmatyczna modyfikacyjna  | modyfikacyjny                     | dezintegracja         |
| kłapouchy             | ‘ten, kto ma klapnięte uszy’       | klapnięty uszy        | klap- usz-          | l:ł sz:ch -o-                          | interfiksalno- paradygmatyczna | złożenie                          | brak                  |
| łamigłówka            | ‘coś, co łamie głowę’ (przenośnie) | łamać głowa           | łam- głow-          | -i- -k- m:m' o:ó                       | interfiksalno- sufiksalna      | złożenie                          | leksykalizacja        |
| międzyrzecze          | ‘obszar między rzekami’            | rzeka między          | rzek- między        | k:č                                    | paradygmatyczna                | derywat od wyrażenia przyimkowego | brak                  |
| nieład                | ‘brak ładu’                        | ład                   | ład                 | prefiks nie-                           | prefiksalna                    | mutacyjny                         | brak                  |
| swawola               | ‘swa wola’                         |                       |                     | akcent                                 | prozodyczna                    | zrost                             | brak                  |
| śmiałek               | ‘ktoś, kto jest śmiały’            | śmiały                | śmiał-              | sufiks -ek                             | sufiksalna                     | mutacyjny                         | brak                  |
| wóda                  | ‘augmentativum od: wódka’          | wódka                 | wód                 |                                        | alternacyjna ilościowa         | modyfikacyjny                     | dezintegracja -k-     |